# WIG.GAMES5
WIG.GAMES5 – Indeks giełdowy na Giełdzie Papierów Wartościowych w Warszawie. Indeks jest indeksem producentów gier komputerowych. Publikacja indeksu rozpoczęła się 18 marca 2019. W aktualnej formie funkcjonuje od 21.03.2022 r. Wcześniej miał on nazwę WIG.GAMES.